# Fanny Hill
Fanny Hill, também conhecido como Memórias Duma Prostituta,  Memórias de uma Mulher de Prazer, Aventuras de miss Fanny Hill, História de Fanny Hill e Memórias de Fanny Hill é um romance escrito por John Cleland. 
Escrito em 1748, enquanto Cleland estava na prisão para devedores em Londres, a obra é considerada o primeiro romance erótico da modernidade e tornou-se um sinônimo da batalha contra a censura erótica.